# Прието Лауренс, Хорхе
Хорхе Прието Лауренс (исп. Jorge Prieto Laurens; 2 мая 1895, Сан-Луис-Потоси — 15 апреля 1990, Мехико) — мексиканский крайне правый политик, один из лидеров корпоративистских, католических и антикоммунистических сил. Активный участник Мексиканской революции. Лидер Национальной кооперативистской партии в 1920-х и Социал-демократической партии в 1930-х. Руководящий активист праворадикального движения Текос, видный деятель Всемирной антикоммунистической лиги.

## Участник революции
Родился в семье инженера-предпринимателя, был одним из пятерых детей. Антонио Прието Трильо — отец Хорхе — владел шляпной фабрикой. После женитьбы на француженке дворянского происхождения Эмме Лауренс он открыл кинотеатр Condesa (Графиня).
Хорхе Прието Лауренс окончил в Мехико Школу правоведения. Работал адвокатом. Юность Прието Лауренса пришлась на годы Мексиканской революции. Его отец был консерватором и сторонником диктаторского режима Порфирио Диаса. Однако Хорхе Прието Лауренс поддержал революционное движение и первоначально примкнул к партизанской армии Эмилиано Сапаты.
В 1913 он присоединился к группе католических активистов во главе с французским иезуитом Бернардо Бергёндом и участвовал в создании Католической ассоциации мексиканской молодёжи (ACJM). Вскоре Хорхе Прието Лауренс был арестован по обвинению в заговоре против президента Викториано Уэрты. Освобождён после отстранения Уэрты от власти.

## В политической борьбе каудильизма
В 1917 Хорхе Прието Лауренс был одним из основателей Национальной кооперативистской партии (PNC). Партия выступала за всемерное развитие кооперации, экономической и политической демократии, проповедовала католическое социальное учение и мексиканскую традицию церковных и гражданских корпораций. Среди активистов партии был писатель Мартин Луис Гусман.
С 1919 Хорхе Прието Лауренс стал лидером PNC. Под его руководством партия поддерживала президентов Адольфо де ла Уэрту и Альваро Обрегона, входила в проправительственный Социал-демократический блок. На парламентских выборах 1922 PNC получила большинство в обеих палатах Конгресса. Прието Лауренс возглавил нижнюю палату и муниципалитет Мехико. Летом 1923 Прието Лауренс был избран губернатором штата Сан-Луис-Потоси.
Однако президент Обрегон не желал делить власть с национал-кооперативистами. В сентябре 1923 он отстранил Прието Лауренса с поста губернатора. Прието Лауренс обвинил Обрегона в нарушении революционного принципа свободных выборов и перешёл в оппозицию. Политическим мемом стала его фраза, произнесённая в парламентской дискуссии с Обрегоном: «Я обвиняю вас, господин президент, в том что вы вор, а не в том, что вы дурак». Он примкнул к оппозиции под руководством Адольфо де ла Уэрты и в конце 1923 поддержал его мятеж против Обрегона. Однако мятеж был подавлен. В 1927 Хорхе Прието Лауренс поддержал выступавшего против Обрегона генерала Франсиско Роке Серрано. Однако Обрегон вновь удержал власть, Серрано был убит. После этого PNC прекратила существование.
На несколько лет Хорхе Прието Лауренс снизил политическую активность, занимаясь в основном публицистикой и юридической практикой. При правлении Ласаро Карденаса в 1930-х Прието Лауренс возглавлял оппозиционную Социал-демократическую партию. Формально позиционируясь как центристская «Третья позиция», партия Прието Лауренса резко критиковала Карденаса за левый курс, который считала «изменой революции». Социал-демократы блокировались с фашистским движением Золотые рубашки генерала Николаса Родригеса.

## Антикоммунистический лидер
При всей революционной активности 1910-х и «социал-демократическом» самопозиционировании 1920—1930-х, Хорхе Прието Лауренс придерживался крайне правых взглядов в духе Третьего пути. Идеологически он был убеждённым корпоративистом и жёстким антикоммунистом — близким к испанскому фалангизму и лузитанскому интегрализму. С 1940-х годов его политическая деятельность развивается преимущественно в этом ключе.
В 1948 Прието Лауренс создал Народный антикоммунистический фронт Мексики (FPAM). Организация выступала за демократизацию политической системы, против доминирования правящей Институционно-революционной партии и за жёсткое противостояние коммунизму и СССР. Прието Лауренс организовал также Ассоциацию антикоммунистов Америки и Национальную антикоммунистическую партию. В мае 1954 он провёл в Мехико конгресс антикоммунистических организаций Центральной Америки. Этот форум сыграл заметную роль в консолидации правых сил региона и свержении левого президента Гватемалы Хакобо Арбенса.
Антикоммунизм Хорхе Прието Лауренса основывался прежде всего на католическом мировоззрении.

Мой дед был очень религиозным католиком. Он боролся против коммунизма не столько из-за марксистской социальной философии, сколько из-за марксистского атеизма.

Родриго Прието, внук Хорхе Прието Лауренса

С середины 1930-х в Мексике развивалось ультраправое движение Текос. Руководство и организационно-политический костяк Текос сформировались в Автономном университете Гвадалахары, кадровую основу составляли студенты и католические активисты. Хорхе Прието Лауренс представлял иную политическую категорию и другое поколение, но активно сотрудничал с Текос. FPAM стал важной структурой движения. С 1968 Прието Лауренс состоял в руководстве Федерации мексиканских антикоммунистов Запада (FEMACO), главной политической структуры Текос. В 1971 он организовал военизированную ультраправую группировку Halcones — Соколы.
В 1972 в Мехико состоялась VI конференция Всемирной антикоммунистической лиги (WACL). Была учреждена Латиноамериканская антикоммунистическая конфедерация (CAL) — региональная структура WACL. Мексиканские Текос принадлежали к ведущим силам WACL в Западном полушарии. Хорхе Прието Лауренс, наряду с Раймундо Герреро, являлся руководителем CAL.
Хорхе Прието Лауренс был известен как близкий союзник кубинской антикоммунистической эмиграции, поддерживал тесную связь с Альфа 66. Характеризовал Фиделя Кастро как просоветского диктатора, опасного для Мексики. Поддерживал репрессивную политику президента Густаво Диаса Ордаса, считая её адекватным противостоянием Кубе и СССР.
Видным деятелем ультраправого антикоммунистического лагеря Хорхе Прието Лауренс оставался до своей кончины в возрасте 94 лет. В политическую историю Мексики он вошёл как один из самых ярких и активных деятелей XX века.

## Семейные коллизии
Хорхе Прието Лауренс был женат на Фелисе Аргуэллес, профессоре лингвистики и литературы. В браке имел трёх сыновей. Гильермо Прието Аргуэллес — известный инженер-авиаконструктор, крупный менеджер мексиканской гражданской авиации, один из технических руководителей аэропорта Мехико. Луис Прието Аргуэллес и Карлос Прието Аргуэллес — ультралевые активисты, политические противники отца.
Дени Прието Сток — дочь драматурга Карлоса Прието Аргуэллеса и внучка Хорхе Прието Лауренса — после переворота в Чили стала прокоммунистической партизанкой и во время мексиканской Грязной войны погибла в боестолкновении с правительственными силами в возрасте 19 лет. Это вызвало глубокую скорбь деда, увидевшего в судьбе внучки повторение поступков собственной юности. Серхио Моралес, муж Дени, впоследствии стал командиром Сапатистской армии национального освобождения.
Родриго Прието — сын Гильермо Прието, внук Хорхе Прието Лауренса — известный кинематографист. Эммануэль Любецки называл его «лучшим кинооператором мира».

## В литературе
Хорхе Прието Лауренс издал две книги мемуаров: Cincuenta años de política mexicana: memorias políticas — Пятьдесят лет в мексиканской политике: политические воспоминания (1968) и Anécdotas históricas — Исторические анекдоты (1977).
В романе Мартина Луиса Гусмана (личный друг Прието Лауренса) La sombra del caudillo — Тень каудильо выведен персонаж Оливье Фернандес. Его прототипом является Хорхе Прието Лауренс. Описаны события 1920-х, отражена роль Прието Лауренса в борьбе Адольфо Уэрты и Франсиско Серрано против авторитарного правления Альваро Обрегона и Плутарко Элиаса Кальеса.